# Ampelophilus coeruleus
Ampelophilus coeruleus är en insektsart som beskrevs av Marius Descamps och David M. Rowell 1984. Ampelophilus coeruleus ingår i släktet Ampelophilus och familjen gräshoppor. Inga underarter finns listade i Catalogue of Life.